# Gustav Berndt
Christian Gustav Berndt (geb. 1799 in Leipzig; gest. 5. August 1864 ebenda), war ein deutscher Fechtmeister.
Gustav Berndt hatte 1826 die Nachfolge des Fechtmeisters Johann Adolf Ludwig Werner an der Universität Leipzig angetreten. 1823 wurde er bereits als Werners Vorfechter berufen. Er wurde später auf eine neue Fechtmeisterinstruktion vereidigt, die von Rektor Christian Daniel Beck am 10. September 1829 unterzeichnet wurde. In dem Senatsprotokoll des Akademischen Senats der Universität Leipzig vom 24. Oktober 1833 wurde vermerkt, dass sich Berndt an diesen mit einem „Plan für eine Lehranstalt der Gymnastik“ wandte. Das wiederum markiert in Leipzig den Beginn des eigentlichen Universitätssports. Es ist möglich, dass das noch auf eine Anregung Werners zurückgegangen war. Einer, auf den er großen Eindruck hinterließ, war Ferdinand Goetz, welchen er in den Fechtsport eingeführt hatte. Die reale praktische Ausgestaltung erfolgte unter Hermann Altrock, die mit der Gründung des Instituts für Leibesübungen verbunden war. Berndts Nachfolger als Universitätsfechtmeister in Leipzig wurde Ludwig Cäsar Roux.